# كانيون تو كوككيني (إراكليون)
كانيون تو كوككيني (Χάνιον του Κοκκίνη) هي مدينة في إراكليون في اليونان.